# Tourinnes-la-Grosse
Tourinnes-la-Grosse (en néerlandais Deurne, en wallon El Grosse Tourene) est une section de la commune belge de Beauvechain située en Wallonie dans la province du Brabant wallon. C'était une commune à part entière avant la fusion des communes de 1977.

## Démographie
- Sources:INS, Rem:1831 jusqu'en 1970=recensements, 1976= nombre d'habitants au 31 décembre
- 1846: Scission de Tourinnes-Beauvechain en 1841

## Histoire
Au néolithique, l'homme s'est installé à l'entrée de Hamme-Mille, sur une butte sableuse formant une clairière en forêt de Meerdael aux abords des étangs de la Warande. On y a découvert des silex taillés. À proximité du site préhistorique, près du bois Saint-Nicaise, ont été mises au jour une enceinte fortifiée et des tombes dont certaines datent sans doute de l'âge du bronze et, avec certitude, de l'époque du fer.
Tourinnes-la-Grosse et Beauvechain formaient autrefois une enclave du pays de Liège dans le Brabant. Durant plus de sept cents ans, les deux villages, terres d'enclave de la principauté de Liège en duché de Brabant, partagent la même destinée. L'évêque y exerce sa haute juridiction et le droit de rendre justice; il nomme les membres de la cour échevinale chargés de la gestion journalière.
En 1693, les Français établissent un campement à Tourinnes ; l'année suivante, le roi d'Angleterre, Guillaume III, occupe la plaine qui s'étend entre Tourinnes et Melvert.
Pendant l'occupation française, Tourinnes est rattachés à quelques communes voisines pour former, dans le département de la Dyle, le canton de justice de paix de Grez. Celui-ci en 1822, est divisé. Une partie est réunie au canton de Wavre, l'autre partie à celui de Jodoigne,

### Météorite de Tourinnes-la-Grosse
Le 7 décembre 1863 à 11 heures 30, une météorite de 14,5 kilogrammes (une chondrite à hypersthène et bronzite de type L6) tomba du côté du Rond Chêne. Le bruit de l'explosion fut entendu très loin et de nombreux morceaux furent récoltés. À Paris, le Muséum national d'histoire naturelle en possède un gros fragment de 1,2 kg. L'Institut royal des sciences naturelles de Belgique en possède un petit fragment. L'université de Californie à Los Angeles possède un fragment de 10,7 grammes. Avec la météorite de Saint-Denis-Westrem du 7 juin 1855 et celle de Lesve du 13 avril 1896, c'est l'une des trois 'chutes certaines' de météorite en Belgique (voir Liste de chutes météoriques observées),,.

## Patrimoine et culture

### Patrimoine architectural

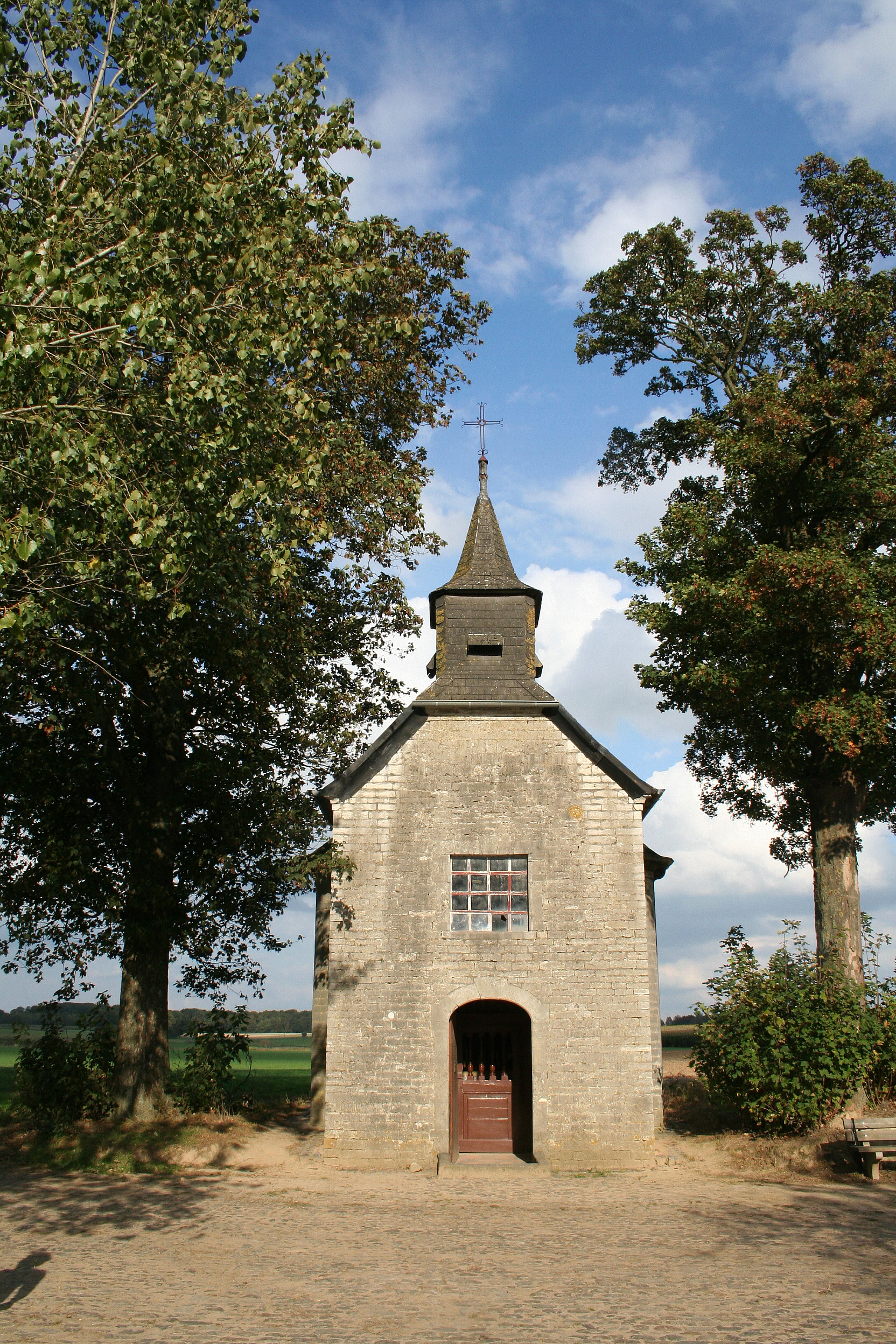
Chapelle Notre-Dame du Rond-Chêne (1768).

Le village possède une des plus anciennes églises du Brabant wallon qui domine toute la vallée. L'église Saint-Martin de Tourinnes-la-Grosse construite en pierres de Gobertange est en effet un exemple remarquable de sanctuaire rural médiéval conservé dans la pureté de ses formes et de ses proportions primitives. La partie la plus ancienne, la nef centrale, remonte à l'époque carolingienne (Xe siècle). L’épaisseur de ses murs varie de 1,6m à 1,8m. Les piliers carrés sans chapiteau, les arcs outrepassés en fer à cheval et la nef très large et peu élevée donnent à l'édifice l'aspect d'une basilique chrétienne primitive. On peut y découvrir aussi une chaire de vérité baroque du XVIIe siècle, une cuve baptismale en pierre bleue de la même époque, des confessionnaux Louis XIV ainsi qu’un banc de communion Louis XV en fer forgé.
L'église se trouve près de l'école communale de Tourinnes-la-Grosse.
L'appellation Tourinnes-la-Grosse se justifie par l'existence de sa « grosse tour », plus basse et plus grosse que la plupart des tours d'églises.
Cette église a fait, dès 1946, l’objet d’un classement comme monument; en 2002, elle a été reprise parmi le patrimoine immobilier culturel de la Région wallonne.
En 1938, un calvaire en bois a été érigé à proximité du presbytère.

## Personnalités
- Jérôme Colin
- Julos Beaucarne, artiste (conteur, poète, comédien, écrivain, chanteur) belge, chantant en français et en wallon y a vécu[12],
- Hendrik Vuye, politicien belge nationaliste flamand et professeur de droit constitutionnel à l'UNamur y vit[13].
- Pierre Stroobants, député wallon : 1974-1977[14].
- Claude Rahir, artiste y avait son atelier.